# استیک پی سی
استیک پی‌سی یا کامپیوتر روی استیک یک کامپیوتر تک‌بوردی در یک قاب کوچک و کشیده است که شبیه به یک استیک بوده و معمولاً می‌تواند مستقیماً (بدون کابل HDMI) به یک پورت ویدئویی HDMI متصل شود. استیک پی‌سی یک دستگاهی است که دارای پردازنده‌ها یا چیپ‌های پردازشی مستقل بوده و وابسته به کامپیوتر دیگری نیست. این نباید با دستگاه‌های ذخیره‌سازی غیرفعال مانند فلش درایوها اشتباه گرفته شود.
یک استیک پی‌سی می‌تواند به دستگاه‌های جانبی مانند مانیتور، تلویزیون یا نمایشگر کیوسک متصل شود تا خروجی بصری یا صوتی تولید کند. استیک پی‌سی‌ها عموماً دارای قدرت محاسباتی محدودی هستند و برای کارهای فشرده مناسب نیستند، اما می‌توانند در برنامه‌های دیگر که نیاز به چنین قدرتی ندارند، مناسب باشند.

## تاریخچه
استیک پی‌سی برای اولین بار در سال 2003 معرفی شد. Gumstix که در همان سال عرضه شد، از سیستم روی تراشه (SoC) معماری ARM و هسته لینوکس 2.6 استفاده می‌کرد. ویندوز CE نیز می‌تواند بر روی این استیک نصب شود. این دستگاه بر اساس ایده ساخت کامپیوتری به اندازه متوسط یک استیک آدامس طراحی شده بود.
با افزایش محبوبیت تلویزیون‌های هوشمند و ست‌تاپ باکس‌ها برای مشاهده خدمات استریمینگ (مانند Roku)، شرکت‌ها به ساخت این کامپیوترهای کوچک‌تر و آسان‌تر برای استفاده روی آوردند.
چندین استیک پی‌سی با استفاده از SoC های معماری ARM در حدود سال 2012 معرفی شدند که شامل استیک‌هایی بودند که می‌توانستند به یک پورت HDMI متصل شوند. از جمله این استیک‌ها، سری Android Mini PC MK802 از شرکت Rikomagic بود که از سیستم‌عامل‌های اندروید یا توزیع‌های لینوکس (هر دو مبتنی بر لینوکس) و SoC از شرکت Allwinner Technology یا Rockchip استفاده می‌کرد. همچنین استیک Cotton Candy با استفاده از SoC سامسونگ Exynos نیز معرفی شد.
در سال‌های 2013-2014 چندین تولیدکننده استیک پی‌سی‌های جدیدی را معرفی کردند. MeeGoPad اولین استیک پی‌سی مبتنی بر معماری x86 را با پردازنده Intel Atom Z3735F عرضه کرد. در آوریل 2013، Tronsmart مدل MK908 را با استفاده از Rockchip RK3188 (با پردازنده چهار هسته‌ای ARM Cortex-A9 و GPU ARM Mali-400MP) منتشر کرد. در 24 ژوئیه 2013، گوگل دستگاه Google Chromecast را معرفی کرد، که یک دستگاه استریمینگ مشابه از نظر عملکرد و طراحی با استیک پی‌سی بود. در 19 نوامبر 2014، آمازون نسخه کوچک‌تری از Amazon Fire TV به نام Fire TV Stick را منتشر کرد.
در مارس 2015، ASUS و گوگل Chromebit را معرفی کردند، یک استیک پی‌سی مبتنی بر SoC Rockchip RK3288 و سیستم‌عامل ChromeOS گوگل است.
در سال 2016، اینتل، Intel Compute Stick را معرفی کرد. این محصول در ژوئن 2020 از خط تولید خارج شد.

## استیک‌های محاسباتی عصبی
در ژوئیه 2017، اینتل Movidius Neural Compute Stick را منتشر کرد که شامل یک واحد پردازش بصری برای کارهای مشخصی از هوش مصنوعی مربوط به بینایی بود. در ژانویه 2018، Laceli AI Compute Stick عرضه شد که شامل یک واحد پردازش شبکه عصبی به نام Lightspeeur 2801S Neural Processor برای کارهای هوش مصنوعی بود و ادعا می‌کرد که قدرتمندتر و کارآمدتر از Movidius است. در نوامبر 2018، Orange Pi AI Stick 2801 نیز منتشر شد که دارای Lightspeeur 2801S Neural Processor بود.